# Ụ̈
Ụ̈ (minuscule : ụ̈), appelé U tréma point souscrit, est une lettre latine utilisée dans la romanisation ISO 9. 
Il s’agit de la lettre U diacritée d’un tréma et d’un point souscrit.

## Représentations informatiques
Le U tréma point souscrit peut être représenté avec les caractères Unicode suivants : 
- composé et normalisé NFC (latin étendu additionnel, diacritiques) :

| formes    | représentations | chaînes de caractères | points de code | descriptions                                               |
| --------- | --------------- | --------------------- | -------------- | ---------------------------------------------------------- |
| capitale  | Ụ̈               | Ụ◌̈                    | U+1EE4 U+0308  | lettre majuscule latine u point souscrit diacritique tréma |
| minuscule | ụ̈               | ụ◌̈                    | U+1EE5 U+0308  | lettre minuscule latine u point souscrit diacritique tréma |

- décomposé et normalisé NFD (latin de base, diacritiques) :

| formes    | représentations | chaînes de caractères | points de code       | descriptions                                                           |
| --------- | --------------- | --------------------- | -------------------- | ---------------------------------------------------------------------- |
| capitale  | Ụ̈               | U◌̣◌̈                   | U+0055 U+0323 U+0308 | lettre majuscule latine u diacritique point souscrit diacritique tréma |
| minuscule | ụ̈               | u◌̣◌̈                   | U+0075 U+0323 U+0308 | lettre minuscule latine u diacritique point souscrit diacritique tréma |